# Rigidoporus ulmarius
Rigidoporus ulmarius är en svampart som först beskrevs av James Sowerby, och fick sitt nu gällande namn av Imazeki 1952. Rigidoporus ulmarius ingår i släktet Rigidoporus och familjen Meripilaceae.   Inga underarter finns listade i Catalogue of Life.